# 궁장
궁장(弓匠)은 선사 시대부터 전투용으로 사용되던 활을 전통적으로 제작할 수 있는 기능을 가진 사람을 말한다.
선사시대의 돌화살촉이 한국 전역에서 발견되고 있으며, 원삼국시대에도 활을 많이 사용하였다는 기록이 있다.
활을 만드는 데는 약 80일이 걸리는데 재료는 느티나무·뽕나무·버드나무와 소뿔을 사용하였으며 시기와 재료에 따라 차이가 있다.

## 개요
궁(弓)은 활을 말하는 것으로써, 선사시대부터 전투용으로 사용되던 활을 전통적으로 제작할 수 있는 기술과 그 기능을 가진 사람을 궁장이라고 한다.
선사시대에 사용되었던 돌로 된 화살촉이 우리나라 전역에 걸쳐 발견되고 있으며, 기록에 의하면 삼국 이전의 부족국가였던 부여, 옥저, 마한, 진한, 변한 등에서 활을 많이 사용하였다고 한다. 활을 만드는데는 약 80일이 걸리며 재료로는 느티나무, 뽕나무, 버드나무와 소뿔을 쓰는데 시기와 재료에 따라 차이가 있다.
궁장은 전통적인 공예기술로서 기능보유자로 권무석씨가 전통 활의 명산지인 경북 예천에서 대를 이어 활을 제작해 그 맥을 이어가고 있다.

## 보유자
| 성명   | 성별 | 생년월일 | 기.예능 | 주소                     | 인정일자 | 해제일자 | 비고 |
| ------ | ---- | -------- | ------- | ------------------------ | -------- | -------- | ---- |
| 권무석 |      |          |         | 서울 은평구 대조동 15-88 |          |          |      |

궁장 권무석은 전통 활의 명산지인 경상북도 예천군에서 14세 때부터 부친을 이은 형 권영호로부터 제작기술을 익혔다. 이어 장진섭(張鎭燮)의 문하에서 다시 11년간 서울지역의 활(京弓) 제작기술을 배워 두 지역의 제작기술을 겸비하고 있다.
또한 육군사관학교와 경찰대학교에 전통활쏘기 강좌를 개설하고 10여년간 국궁을 생도들과 육사교수들에게 가르쳤으며, 문화재청에서 설립한 전통문화학교에서도 각궁만들기와 활쏘기를 가르치고 있다.
중국 연변 대학에 국궁을 전파했으며, 명예교수로 지정되고 궁도장을 개설하기도 하였다. 2008년 한미 정상회담 때는 대통령 교환선물로 지정되어 조지 부시 미국 대통령에게 권궁장의 활이 선물되기도 하였다.

## 참고 자료
- 궁장 - 국가유산청 국가유산포털

 본 문서에는 서울특별시에서 지식공유 프로젝트를 통해 퍼블릭 도메인으로 공개한 저작물을 기초로 작성된 내용이 포함되어 있습니다.